# 有沢製作所
株式会社有沢製作所（ありさわせいさくしょ、英: Arisawa Mfg.Co.,Ltd.）は、新潟県上越市に本社を置くエレクトロニクス関連材料などの開発・製造・販売を行う企業である。プリント基板向けの電子材料、レンズなど光学ディスプレー材料が主力。

## 沿革
- 1909年（明治42年）4月8日 - 有沢富太郎によるバテンレース製造により創業
- 1919年 - 日本ブレード株式会社に改組
- 1930年 - 日本ブレード株式会社解散。初代所長有沢富太郎個人経営の有沢製作所に改組
- 1949年 - 株式会社有沢製作所に改組（設立）
- 1960年 - 株式を東京証券業協会店頭に公開
- 1961年 - 株式を東京証券取引所市場第2部に上場
- 1991年 - 日本化薬株式会社との合弁会社、株式会社ポラテクノを設立
- 2002年 - 株式を東京証券取引所市場第1部に上場
- 2017年 - 株式会社サトーセンの全株式を取得
- 2022年 - 東京証券取引所の市場区分見直しにより、東京証券取引所の市場第一部からプライム市場に移行
- 2023年 - 東京支店を東京本社へ改称[4]。

- 2024年 - えちごトキめき鉄道南高田駅のネーミングライツ取得[5]。

## 事業所
- 上越本社 - 新潟県上越市、東京本社 - 東京（台東区柳橋）
- 支店 - 大阪（西成区津守）
- 工場 - 南本町、中田原、中田原西（上越市）、妙高
- 営業所 - 関西（京都市）
- 研究所 - 技術開発センター（中田原）、ディスプレイ材料開発センター（中田原西）